# Sermaise (Essonne)
Sermaise  [sɛʁmɛz] je francouzská obec v departementu Essonne v regionu Île-de-France. V obci se nachází kostel Narození Panny Marie a kaple svatého Jiří.

## Poloha
Obec Sermaise se nachází asi 40 km jihozápadně od Paříže. Obklopují ji obce Le Val-Saint-Germain na severu a severozápadě, Saint-Chéron na severovýchodě, Souzy-la-Briche na východě, Villeconin na jihovýchodě, Boissy-le-Sec na jihu a Roinville na jihozápadě a na západě.

## Vývoj počtu obyvatel
Počet obyvatel